# ذلب شجيري
ذلب شجيري (الاسم العلمي:Sansevieria arborescens) هو نوع من النباتات يتبع جنس الذلب من الفصيلة الهليونية.